# Programme de formation et d'équipement en Géorgie

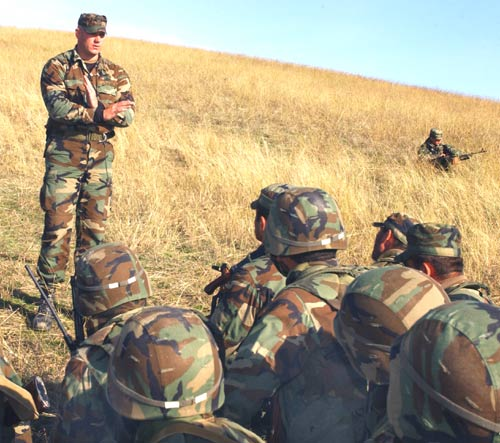
Soldat du 10th Special Forces Group en séance d'instruction avec des militaires géorgiens.

Le programme de formation et d'équipement en Géorgie (GTEP) était un programme de 18 mois et de 64 millions de dollars parrainé par les États-Unis et visant à accroître les capacités des forces armées géorgiennes en entraînant et en équipant quatre bataillons de 600 hommes d'armes légères, de véhicules et de moyens de communication. Le programme a permis aux États-Unis d'accélérer le développement de l'armée géorgienne pour l'opération Enduring Freedom.
Le 27 février 2002, les médias américains ont rapporté que les États-Unis enverraient environ deux cents soldats des forces spéciales de l'armée américaine en Géorgie pour entraîner les troupes géorgiennes. Le programme a mis en œuvre la décision du président Bush de répondre à la demande d'assistance du gouvernement géorgien pour renforcer ses capacités de lutte contre le terrorisme et a réglé la situation dans la vallée de Pankissi. Le programme devait être un investissement de 64 millions de dollars sur 20 mois.
Cette décision a suscité les protestations de nombreux russes. Le 1er mars 2002, en réponse au tollé national, le président russe Vladimir Poutine a rencontré le président géorgien Edouard Chevardnadze au Kazakhstan et a promis son soutien à l'initiative militaire américaine.
Le programme a débuté en mai 2002 lorsque des soldats des forces spéciales américaines du 10th Special Forces Group (en) ont commencé à entraîner certaines unités des forces armées géorgiennes, notamment le 12e bataillon commando d'infanterie légère, le 16e bataillon d'infanterie de montagne, le 13e bataillon d'infanterie légère "Shavnabada", le 11e bataillon d'infanterie légère, une compagnie mécanisée, et un petit nombre de soldats et de gardes-frontières du ministère de l'Intérieur. Le but du programme était de renforcer les compétences des forces de sécurité géorgiennes dans des domaines tels que la sécurité aux frontières, la lutte contre le terrorisme et les interventions en cas de catastrophe.
La responsabilité de la formation des forces géorgiennes a finalement été transférée au Corps des Marines des États-Unis en collaboration avec l'armée britannique. Les équipes britanniques et américaines ont travaillé dans le cadre d'un effort conjoint pour former chacun des quatre états-majors du bataillon d'infanterie et leurs compagnies de fusiliers organiques. Cette formation a commencé avec le soldat individuel et s'est poursuivie par le biais de tactiques au niveau de la section, de l'escouade, du peloton, de la compagnie et du bataillon, ainsi que de la planification et de l'organisation du personnel. À la fin de la formation, chacun des nouveaux bataillons d'infanterie géorgiens a commencé à se préparer aux rotations de déploiement à l'appui de la guerre mondiale contre le terrorisme. Dans le cadre de ce programme, les troupes géorgiennes ont reçu de nouveaux uniformes, chaussures, armes et autres équipements.
Bien que le GTEP ait officiellement pris fin en avril 2004, l'assistance militaire américaine à la Géorgie s'est poursuivie dans le cadre du programme d'opérations de maintien et de stabilité de la Géorgie (en). Une partie de ce programme consistait à préparer des unités géorgiennes pour des opérations au sein de la Force multinationale dirigée par les États-Unis en Irak. Ce programme a pris fin en septembre 2007.